# Präoxygenierung

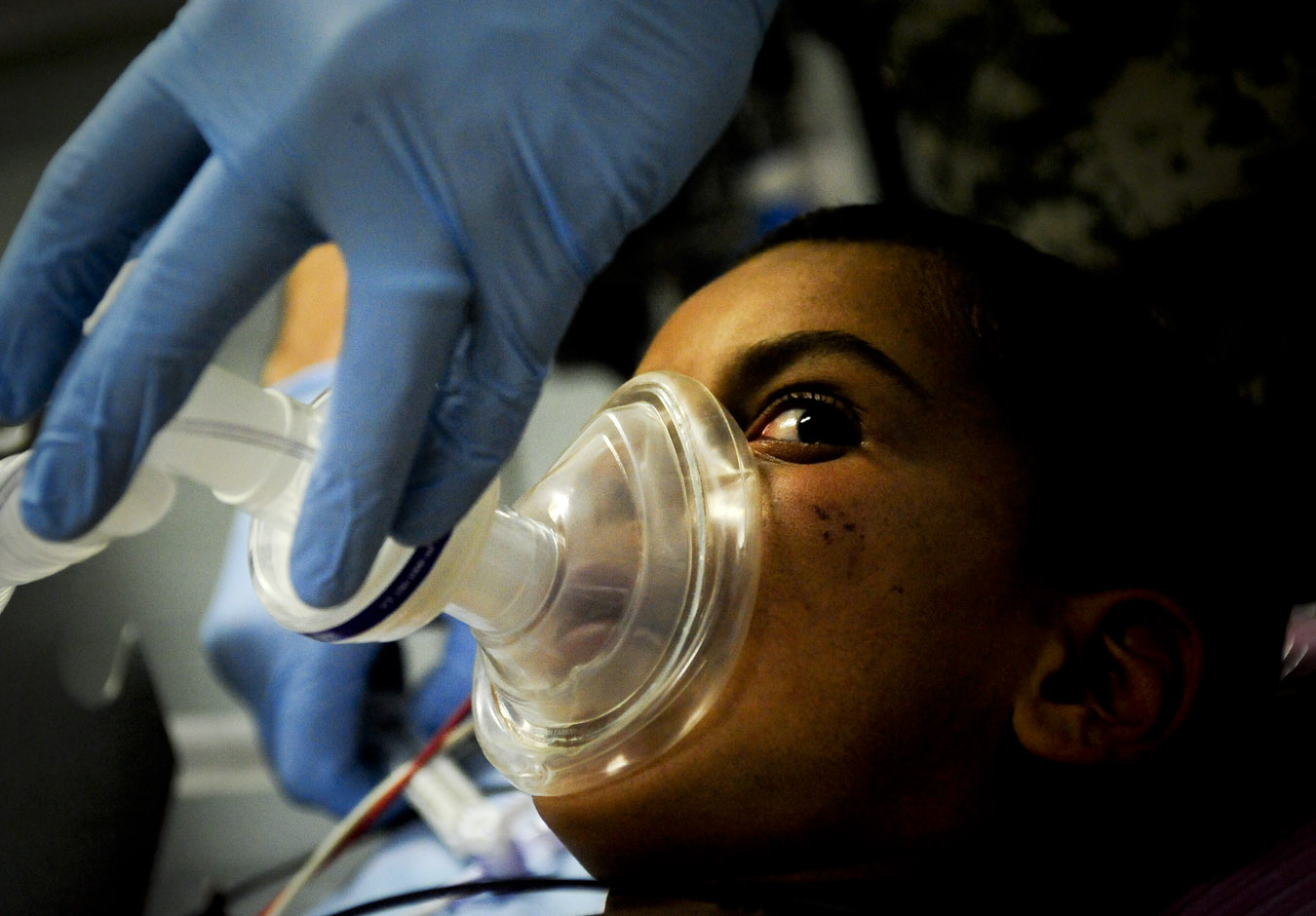
Präoxygenierung vor der Narkoseeinleitung

Als Präoxygenierung bezeichnet man eine prophylaktische Anreicherung der Lunge mit Sauerstoff vor einem induzierten Atemstillstand (Apnoe), etwa im Rahmen einer Narkoseeinleitung.
Durch die geeignete Zuführung von Sauerstoff (ausreichend hohe Flussrate über mehrere Minuten, dicht anliegende Maske) wird der Sauerstoffspeicher der Lunge, der der funktionellen Residualkapazität entspricht, mit Sauerstoff gefüllt, wobei der Stickstoff der normalen Atemluft ausgewaschen wird (Denitrogenisierung). Dies wird durch die exspiratorische Sauerstoffkonzentration überprüft. Diese Konzentration sollte mindestens 80 % betragen, im Zweifelsfall sind besser sogar 90 % anzustreben. Dadurch wird die Dauer, die der Patient ohne Spontanatmung auskommen kann, ohne einen Sauerstoffmangel (Hypoxie) aufzuweisen, deutlich verlängert, so dass in dieser Zeit eine Atemwegssicherung durchgeführt werden kann.
Die Aufsättigung von Blut und Hämoglobin mit Sauerstoff spielt bei der Präoxygenierung verglichen mit dem Sauerstoffspeicher der Atemwege nur eine untergeordnete Rolle.